# Lens (Pas de Calais)
Lens és un municipi francès al departament del Pas de Calais (regió dels Alts de França).
Va caure en mans franceses en 1641 durant la Guerra Francoespanyola. L'any 1999 tenia 36.206 habitants. La ciutat és coneguda per ser un dels principals centres urbans de la zona minera del Nord-Pas-de-Calais amb Companyia Minera de Lens, també és coneguda pel seu equip de futbol, el Racing Club de Lens i més recentment per l'annex del Museu del Louvre que ha d'estar obert. Lens inclou molts serveis per a la salut i centres d'educació, incloent una escola de secundària privada. Avui és una ciutat universitària.